# Hősök szakasza
A Hősök szakasza (eredeti cím: Company of Heroes) 2013-ban bemutatott amerikai háborús-thriller, amelyet Don Michael Paul rendezett. A filmet közvetlenül Video on Demand platformon keresztül adták ki. A forgatókönyvet Danny Bilson és Paul De Meo írták közösen, akik leginkább az 1991-es The Rocketeer című filmről ismertek, valamint számos videójátékról (James Bond 007: Everything or Nothing, Medal of Honor: Rising Sun). A film nagyrészt az azonos című videójátékon alapul (amelyhez DeMeo később a folytatást is megírta).

## Cselekmény
A németek a második világháború második felében a jelek szerint közel állnak a vereséghez, amikor az amerikai 2. gyalogoshadosztály katonáinak egy osztaga a belga Ardenneknél Elsenborn közelében egy rutinküldetésen meglepően erős német harckocsiromboló és gyalogsági erőkkel találkozik.  Heves tűzharc után az amerikaiak elmenekülnek, és megpróbálnak visszamenni a saját vonalaikhoz, hogy jelentsenek a német előrenyomulásról.  Útközben egy német kísérleti telepre bukkannak, amely még mindig parázslik valami pusztító esemény lángjaitól. Meglepő módon ez a telephely a németországi Heidenfeldben, Türingiában van, noha a saját vonalaik több száz kilométerre vannak tőlük Belgiumban.
Találkoznak egy amerikai OSS ügynökkel (Stratégiai Szolgálatok Hivatala), aki szörnyű égési sérüléseket szenvedett, és megtudják, hogy a németek közel állnak egy szuperbomba kifejlesztéséhez, amellyel megfordíthatják a háború menetét és győzelmet arathatnak.  Az amerikai ügynök, aki tudja, hogy közel van a halálhoz, arra kéri a katonákat, hogy teljesítsék küldetését: találják meg a bombát; hatástalanítsák azt; és hozzák ki az azt kifejlesztő tudóst, aki át akar állni hozzájuk. Mivel őrmesterük és más altisztjük sincs, mert meghaltak, a legfiatalabb katona, Nathaniel "Nate" Burrows, Jr. (Chad Michael Collins) és Dean Ransom (Tom Sizemore) (egy szakács, akit a D-napi partraszállás után megfosztottak hadnagyi rangjától) vezetik őket mélyen a náci területre.  Ott csatlakozik hozzájuk Brent Willoughby (Vinnie Jones) szökött brit pilóta és Ivan Puzsarszkij (Dimitri Diatchenko), a Vörös Hadsereg katonája.
Azonban a németek felfedezik és üldözik őket, hajszálon múlik, hogy megmeneküljenek a jóval nagyobb létszámú, jól felfegyverzett náci katonák elől. Végül kapcsolatba tudnak lépni egy Kestrel nevű nővel (Melia Kreiling), a bombához vezető kapcsolatukkal, aki segít nekik eljutni Dr. Luca Gruenewaldhoz (Jürgen Prochnow).

## Szereposztás
| Szerep                        | Színész              | Magyar hangja (1. szinkron, 2013) |
| ----------------------------- | -------------------- | --------------------------------- |
| Dean Ranson hadnagy           | Tom Sizemore         | Schneider Zoltán                  |
| Nathaniel „Nate” Burrows, Jr. | Chad Michael Collins | N/A                               |
| Brent Willoughby              | Vinnie Jones         | Tarján Péter                      |
| Ivan Puzsarszkij (Puzharski)  | Dimitri Diatchenko   | Barbinek Péter                    |
| Joe Conti hadnagy             | Neal McDonough       | Holl Nándor                       |
| Dr. Luca Gruenewald           | Jürgen Prochnow      | Sörös Sándor                      |
| Kestrel                       | Melia Kreiling       | N/A                               |
| Beimler parancsnok            | Richard Sammel       | Rosta Sándor                      |
| Schott hadnagy                | Philip Rham          | N/A                               |
| Duncan Chambliss              | Alastair Mackenzie   | N/A                               |
| Ricky Rizzo                   | Peter Ladjev         | N/A                               |
| Matherson őrmester            | Sam Spruell          | N/A                               |
| Johnny Lewis                  | Ivo Arakov           | N/A                               |
| O.S.S. tiszt                  | Atanas Srebrev       | N/A                               |
| Ruhatáros lány                | Zara Dimitrova       | N/A                               |
| Náci őr                       | Hristo Balabanov     | N/A                               |
| Német szakács                 | Uti Bachvarov        | N/A                               |
| Operaénekes                   | Alexander Nosikoff   | N/A                               |
| Beimler felesége              | Vanya Rankova        | N/A                               |

## Fordítás
- Ez a szócikk részben vagy egészben  a   Company of Heroes (film) című angol Wikipédia-szócikk fordításán alapul.  Az eredeti cikk szerkesztőit annak laptörténete sorolja fel. Ez a jelzés csupán a megfogalmazás eredetét és a szerzői jogokat jelzi, nem szolgál a cikkben szereplő információk forrásmegjelöléseként.